# デッド・カン・ダンス

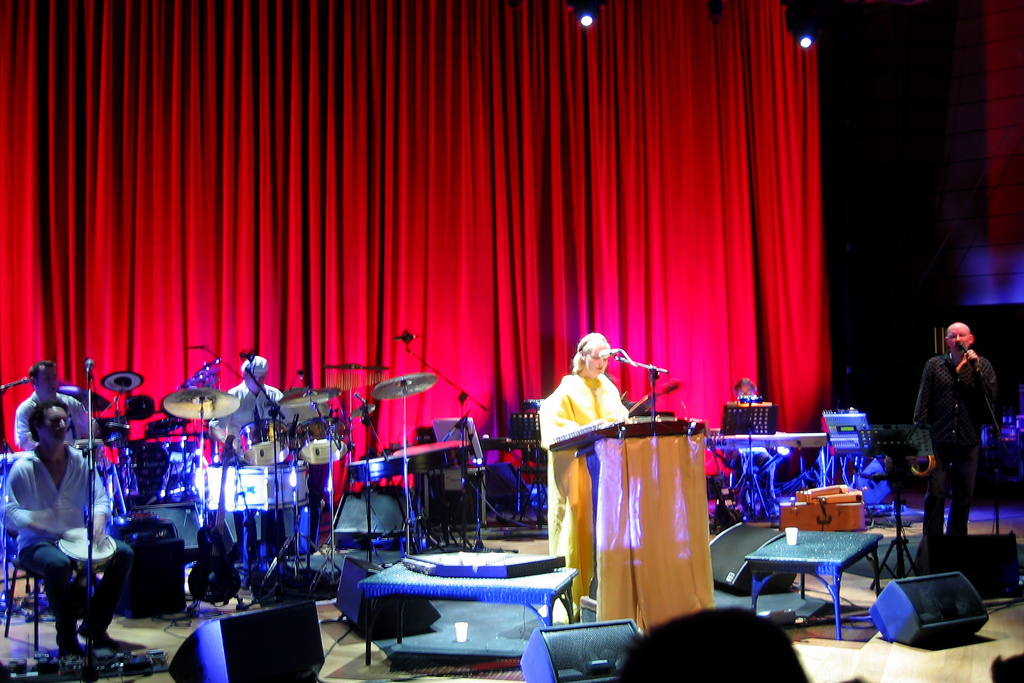
デッド・カン・ダンス（2005年）

デッド・カン・ダンス（Dead Can Dance）は、ブレンダン・ペリーとリサ・ジェラルドが結成した音楽グループである。1981年、オーストラリアのメルボルンで結成され、1998年に解散したが、2005年に再結成した。

## 略歴
オーストラリアでそれほど成功を収められなかったが、その後ペリーとジェラルドはロンドンに移り、一年後にオルタナティヴ・ロック界では有名な4ADレーベルと契約した。そして、まもなくそのレーベルの代表的なグループのひとつとなった。2人は親密に創作活動を行い、解散する1998年まで作品をリリースし続けた。1990年代以降、ジェラルドはオーストラリアに戻りソロ活動を行い、ペリーはアイルランドに移住した。そこで彼はQuivy Churchという古い教会を購入し、作品を制作しながらそこに住み始めた。メンバー同士の距離的遠さは結果的にはグループの解散の原因になったわけだが、ペリー自身は「距離という問題は創作活動上におけるある種の個人的自由を維持するために役立った」と発言している。

## 音楽性
デッド・カン・ダンスを特定の音楽ジャンルに当てはめることは難しい。その音楽スタイルはいろいろなジャンルから持ち込まれた要素を持つからである。しかしながら、初期における作品はゴシック的であると考えられている。アルバム『ザ・サーペンツ・エッグ』以降の作品で、デッド・カン・ダンスは古代や世界の様々な民俗音楽の手法を引用して作品を制作した。ジェラルドは異言(glossolalia)を歌う、かなり独特なスタイルのワールドミュージックであると考えられる。結果として、『ザ・サーペンツ・エッグ』以降のアルバムは最初の3枚のアルバムとはまったく違った趣きの響きを持つ作品へと発展した。それらは霊的なゴシック音楽ないし、ダークなワールドミュージックであると考えられている。
「デッド・カン・ダンス (Dead Can Dance)」というグループ名は「デカダンス (decadence、頽廃)」の単なるもじりであるといった勘違いをされることが多い。このグループはゴシック・サブカルチャーの世界では確かにかなり有名ではあるが、その名前は単に「(もはや使われていない)死んでしまった物に生命を吹き込む」という意味を持つとされる。使われている楽器は古楽のものであったり、忘れ去られてもはや顧みられることの無い音楽家のものである。別のグループ名の理解では、ペリーが次に述べているように「無生物に生命を与える」という発想を基にしている。

｢ニューギニアの儀式用の仮面を用いたファース・トアルバムのアートワークは、『Dead Can Dance』という名前の意味を視覚的に再解釈しようとしたものなんだ。その仮面は以前なら生きていた木の一部分でありすでに死んでしまっている物質に過ぎないが、それにもかかわらず作り手が自分の生命力を吹き込んだ芸術作品でもあるんだ。我々がなぜこのようなグループ名を選んだかを理解するためには、無生物を生物に変換する発想、死から生、生へと向かう死を意味する発想を理解しなければいけない。あまりにも多くの人達が私たち固有のシンボリズムを誤解しており、私たちのことを「病的なゴシックタイプ」とレッテルを貼っているんだ。それは私たちが悲しむべき誤解であり、今でも・・・」

## ディスコグラフィ

### スタジオ・アルバム
- 『エデンの東』 - Dead Can Dance (1984年)
- 『憂鬱と理想（英語版）』 - Spleen and Ideal (1985年)
- 『暮れゆく太陽の王国で（英語版）』 - Within the Realm of a Dying Sun (1987年)
- 『ザ・サーペンツ・エッグ（英語版）』 - The Serpent's Egg (1988年)
- 『アイオン（英語版）』 - Aion (1990年)
- 『イントゥ・ザ・ラビリンス（英語版）』 - Into the Labyrinth (1993年)
- 『スピリットチェイサー（聖なる水）（英語版）』 - Spiritchaser (1996年)
- 『アナスタシス』 - Anastasis (2012年)
- Dionysus (2018年)

### ライブ・アルバム
- 『トゥワード・ザ・ウィズイン（英語版）』 - Toward the Within (1994年)
- Live Happening 1–5 (2012年)
- In Concert (2013年)

### EP
- 『深遠なる庭園にて…』 - Garden of the Arcane Delights (1984年)
- Live Happenings – Part I (2011年)
- Live Happenings – Part II (2011年)
- Live Happenings – Part III (2012年)
- Live Happenings – Part IV (2012年)
- Live Happenings – Part V (2012年)

### コンピレーション・アルバム
- 『時間軸の旅』 - A Passage in Time (1991年) ※未発表曲を含むベスト・アルバム
- Dead Can Dance (1981-1998) (2000年)
- Wake The Best of Dead Can Dance (2003年)
- Memento The Very Best of Dead Can Dance (2005年)

### 参加アルバム
- ディス・モータル・コイル : 『涙の終結』 - It'll End in Tears (1984年)
- Various Artists : 『ロンリー・イズ・アン・アイソア - 夢物語4AD』 - Lonely Is an Eyesore (1987年) ※4AD コンピレーション
- Various Artists : Baraka (1992年) ※サウンドトラック
- エクトル・ザズー - Sahara Blue (1992年)

## フィルモグラフィ

### ライブ
- Toward the Within (1994年 VHS、LD、2004年 DVD)

### 参加作品
- 『夢物語4AD』 - Lonely Is an Eyesore (1987年) ※4AD コンピレーション、VHS
- 『月の子ども』 - El Niño de la luna (1989年) ※スペイン映画。音楽を担当。リサ・ジェラルドは出演もしている。
- All Virgos Are Mad (1994年) ※4AD コンピレーション、VHS